# Anumeta cashmirensis
Anumeta cashmirensis là một loài bướm đêm trong họ Erebidae.